# Europejski standard emisji spalin

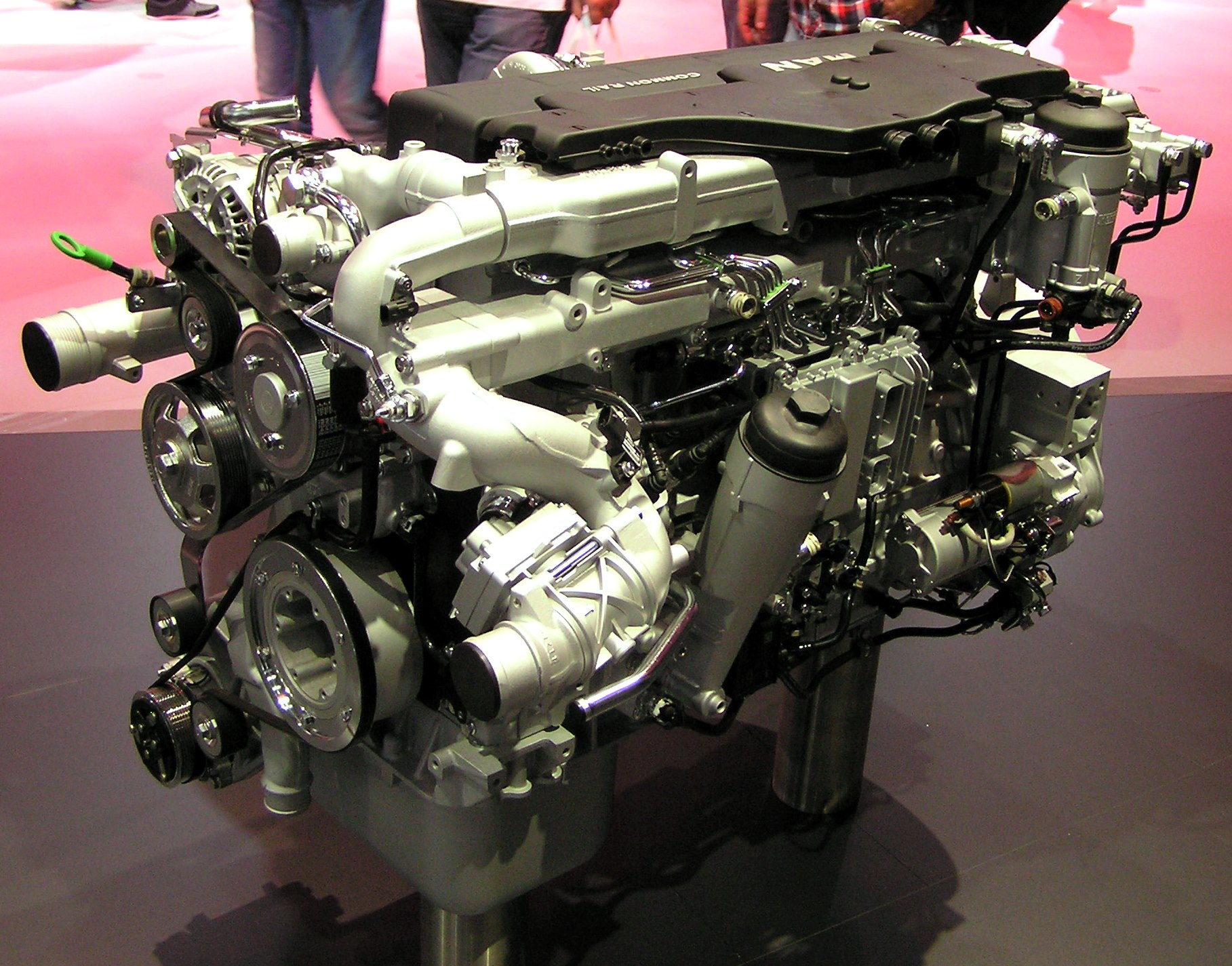
Silnik spełniający normę EURO 6

Europejski standard emisji spalin – norma dopuszczalnych emisji spalin w nowych pojazdach sprzedawanych na terenie Unii Europejskiej oraz Europejskim Obszarze Gospodarczym. Standardy te zostały opracowane w serii Dyrektyw Europejskich, które sukcesywnie zwiększały swoją restrykcyjność.

## Zakres obowiązywania
Obecnie, emisja tlenków azotu (NO
x), węglowodorów (HC), tlenków węgla (CO) i cząstek stałych (PM) są uregulowane dla większości pojazdów, samochodów osobowych, ciężarówek, autobusów, pociągów, traktorów i maszyn rolniczych, barek, lecz wyłączając statki morskie i samoloty. Dla każdego typu pojazdu stosowane są inne standardy. Spełnianie wymogów emisji jest określone przez uruchomienie silnika w standardowym testowym cyklu – WLTP (World Harmonized Light Vehicle Test Procedure). Niespełniające wymogów emisji pojazdy nie mogą być sprzedawane na terenie UE, ale nowsze standardy nie dotyczą pojazdów już jeżdżących. Nie ma żadnych nakazów używania specyficznych technologii, by spełnić wymogi emisji, lecz przy ustalaniu standardów brana jest pod uwagę ogólnie dostępna technologia. Nowe modele muszą spełniać obecnie istniejące lub planowane standardy, lecz modele o krótkim cyklu życia mogą być oferowane w poprawionej wersji silnikowej.
Na początku 2000 roku Australia rozpoczęła harmonizowanie własnego prawa (Australian Design Rule) w zakresie emisji spalin przez nowe silniki spalinowe z europejskimi standardami. Norma EURO 3 została wprowadzona od 1 stycznia 2006 roku, a następne normy progresywnie zgodnie z europejskimi datami.

### Normy spalania a opłaty
Od spełniania norm spalania są uzależnione opłaty od poruszania się różnych pojazdów po niektórych drogach. Dotyczy to przede wszystkim pojazdów ciężarowych i autobusów. Przykładowo w Polsce, pojazd spełniający maksymalnie normę 2 zapłaci 2 × tyle za przejechanie 1 km drogi co pojazd spełniający minimum normę 5.

## Normy spalin
Test NEDC, w którym sprawdzany jest pojazd pod kątem emisji spalin z technicznego punktu widzenia, nie odzwierciedla codziennego użytkowania pojazdu, ponieważ producenci mogą zmniejszyć masę pojazdu poprzez zdejmowanie tylnych siedzeń, poprawiać aerodynamikę poprzez zaklejenie kratek i klamek drzwi lub zmniejszyć obciążenie alternatora przez wyłączenie reflektorów, wentylatora w kabinie pasażerskiej lub po prostu odłączenie alternatora, który ładuje akumulator.
Od 1 września 2017 roku na terenie Unii Europejskiej wszystkie nowe modele samochodów muszą być poddawane testom WLTP i RDE (Real Driving Test), które znacznie lepiej sprawdzają pojazdy w porównaniu do rzeczywistej jazdy pod kątem spalania oraz emisji spalin.

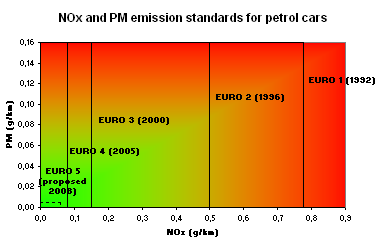
Uproszczona tabela przedstawiająca postęp europejskich norm emisji dla samochodów benzynowych.

### Dla samochodów osobowych z silnikiem benzynowym

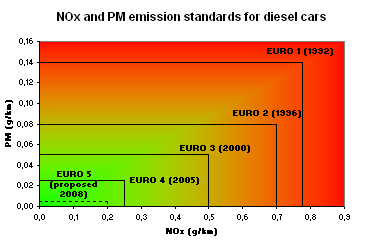
Uproszczona tabela przedstawiająca postęp europejskich norm emisji dla samochodów z silnikami wysokoprężnymi.

| emisja               | EURO 1 [1993] | EURO 2 [1997] | EURO 3 [2001] | EURO 4 [2006] | EURO 5 [2011] | EURO 6 [2015] |
| -------------------- | ------------- | ------------- | ------------- | ------------- | ------------- | ------------- |
| CO [g/km]            | 2,72          | 2,2           | 2,3           | 1             | 1             | 1             |
| HC [g/km]            | –             | –             | 0,2           | 0,1           | 0,1           | 0,1           |
| NO x [g/km]          | –             | –             | 0,15          | 0,08          | 0,06          | 0,06          |
| HC+NO x [g/km]       | 0,97          | 0,5           | –             | –             | –             | –             |
| PM [g/km]            | –             | –             | –             | –             | 0,005*        | 0,005*        |
| Cząstki stałe [#/km] | –             | –             | –             | –             | –             | 6,0⋅1011      |

* Dotyczy silników z wtryskiem bezpośrednim (GDI)

### Dla samochodów osobowych z silnikiem wysokoprężnym
| emisja               | EURO 1 [1992] | EURO 2 [1996] | EURO 3 [2001] | EURO 4 [2006] | EURO 5 [2011] | EURO 6 [2014] |
| -------------------- | ------------- | ------------- | ------------- | ------------- | ------------- | ------------- |
| CO [g/km]            | 2,72          | 1             | 0,64          | 0,5           | 0,5           | 0,5           |
| HC [g/km]            | –             | –             | –             | –             | –             | –             |
| NO x [g/km]          | –             | –             | 0,5           | 0,25          | 0,18          | 0,08          |
| HC+NO x [g/km]       | 0,97          | 0,7           | 0,56          | 0,3           | 0,23          | 0,17          |
| PM [g/km]            | 0,14          | 0,08          | 0,05          | 0,025         | 0,005         | 0,005         |
| Cząstki stałe [#/km] | –             | –             | –             | –             | 6.0⋅1011**    | 6.0⋅1011      |

** Obowiązuje od stycznia 2013 roku.

### Dla pojazdów dwukołowych
| Emisja [g/km] | EURO 1 [1999] | EURO 2 [2005] | EURO 3 [2007] | EURO 4 [2017] | EURO 5 [2020] |
| ------------- | ------------- | ------------- | ------------- | ------------- | ------------- |
| CO            | 13            | 5,5           | 2             | 1,14          | 1             |
| HC            | 3             | 1             | 0,3           | 0,38          | 0,06          |
| NO x          | 0,3           | 0,3           | 0,15          | 0,07          | 0,06          |
| PM            | –             | –             | –             | –             | 0,0045*       |

* Dotyczy silników z wtryskiem bezpośrednim (GDI)

## Normy Euro

### EURO 1
Obowiązywała od 1993 roku.
- dla samochodów osobowych – Dyrektywa 91/441/EWG[3]
- dla samochodów osobowych i lekkich ciężarówek – Dyrektywa 93/59/EWG[4].

By spełnić normę Euro 1, producenci zaczęli korzystać z katalizatorów spalin.

### EURO 2
Obowiązywała od 1997 roku.
- dla samochodów osobowych – Dyrektywa 94/12/WE[5] (oraz 96/69/WE[6])
- dla pojazdów dwu- oraz trójkołowych – Dyrektywa 2002/51/WE[7] (oraz 2006/120/WE[8]).

### EURO 3
Obowiązywała od 2001 roku.
- dla wszystkich pojazdów – Dyrektywa 98/69/WE[9]
- dla pojazdów dwu- oraz trójkołowych – Dyrektywa 2002/51/WE[7] (oraz 2006/120/WE[8]).

Od normy Euro 3 przepisy UE wprowadzają różne limity emisji dla pojazdów z silnikami wysokoprężnymi i benzynowymi. Diesle mają bardziej surowe normy emisji CO, ale dopuszcza się wyższą emisję NO
x.

### EURO 4
Obowiązywała od 2006 roku.
- dla wszystkich pojazdów – Dyrektywa 98/69/WE[9] (oraz 2002/80/WE[10])
- dla pojazdów dwu- oraz trójkołowych – Rozporządzenie nr 168/2013[11].

Pojazdy z silnikiem o zapłonie iskrowym (benzynowe) są zwolnione ze standardów emisji cząstek stałych (PM) do etapu Euro 4

### EURO 5
Obowiązywała od 2009 roku.
- dla lekkich samochodów osobowych i użytkowych – Rozporządzenie nr 715/2007[12]
- dla pojazdów dwu- oraz trójkołowych – Rozporządzenie nr 168/2013[11].

### EURO 6
Obowiązuje od 2014 roku Rozporządzenie Komisji (UE) nr 459/2012 dla lekkich pojazdów pasażerskich i użytkowych.
W 2008 roku Parlament Europejski uchwalił normę Euro 6 i zaktualizował ją w 2012, która dotyczy poziomu zanieczyszczeń emitowanych przez lekkie pojazdy samochodowe. Dopuszczalna wartość emisji tlenków azotu ma wynieść 400 mg/kWh, a więc o 80% mniej niż w normie Euro 5. Limity emisji cząstek stałych zostaną zmniejszone o 66% i mają wynosić 10 mg/kWh.
Norma dotycząca liczby cząstek stałych obowiązuje od 2013 r. z normą Euro 5b dla silników wysokoprężnych, a od 2015 r. z wartością Euro 6 dla silników benzynowych.

#### Euro 6c i Euro 6d
Modyfikacje norm, zmniejszające dopuszczalną emisję cząstek stałych zostały wprowadzone:
(najpierw podana jest dana zatwierdzenia typu, potem data pierwszej rejestracji pojazdu, w nawiasach dopuszczalne dla danego typu cząsteczki (CO 	THC 	NMHC 	NO
x 	HC+NO
x 	PM 	PN [#/km]))
- Euro 6c 	- 	Wrzesień 2019 	(1.0 	0.10 	0.068 	0.060 	- 	0.0045 	6⋅1011)
- Euro 6d-Temp (tymczasowy) 	Wrzesień  2018 	Wrzesień  2020 	(1.0 	0.10 	0.068 	0.060 	- 	0.0045 	6⋅1011)
- Euro 6d 	Styczeń 2021 	Styczeń 2022 	(1.0 	0.10 	0.068 	0.060 	- 	0.0045 	6⋅1011)

PM dotyczy tylko pojazdów z bezpośrednim wtryskiem. Informacja jest podana dla pojazdów z silnikiem benzynowych, dla diesli obowiązują inne normy.
Euro 6D-Temp - tymczasowa, to zmiana sposobu wykonywania testów, według założeń ma ona utrudnić manipulowanie przy wynikach przez producentów.
Wprowadzenie nowych norm było bardzo dyskusyjne. W praktyce producenci starali się zarejestrować jak najwięcej pojazdów w 2019. Problem jest taki, że samochody mające tylko silnik benzynowy nie spełniają nowych norm (limit emisji CO
2 dla samochodów osobowych to  95 g/km, w 2019 roku było to 130 g/km), a rozwiązaniem znacznie obniżającym emisję było dodawanie silnika elektrycznego i akumulatorów – czyli sprzedawaniem aut hybrydowych. Nie tylko takich, które są w stanie przejechać kilkadziesiąt km wyłącznie na silniku elektrycznym (zazwyczaj hybryda zwana plug-in, PHEV), ale także taki, w których silnik elektryczny i akumulator pełnią pomocniczą rolę, m.in. odzyskując energię podczas hamowania w mieście (zwane po prostu hybrydami, HEV albo czasem „miękką hybrydą”, „mild hybrid”).